# HMS Cygnet (1931)
HMS Cygnet – niszczyciel typu C. Został zbudowany dla Royal Navy na początku lat 30 XX wieku. Okręt pełnił służbę w Home Fleet, czasowo służył na Morzu Czerwonym i Oceanie Indyjskim w czasie kryzysu abisyńskiego w latach 1935-1936. Jednostkę sprzedano Royal Canadian Navy w 1937 roku i przemianowano na HMCS St. Laurent.  W czasie II wojny światowej wypełniał zadania eskorty konwojów na Atlantyku, patroli ZOP w czasie inwazji na Normandię i pełnił rolę transportowca powracających do Kanady żołnierzy po zakończeniu II wojny światowej. Wycofany ze służby pod koniec 1945 roku i zezłomowany w roku 1947. Uczestniczył w zatopieniu dwóch niemieckich okrętów podwodnych.

## Projekt i budowa
„Cygnet” miał wyporność standardową 1375 długich ton (1397 t). Długość całkowita wynosiła 100,3 m, szerokość 10,1 m, a zanurzenie 3,8 m. Napęd stanowiły przekładniowe turbiny parowe systemu Parsonsa napędzające dwie śruby napędowe. Układ ten generował razem moc 36 000 shp i rozpędzał okręt do prędkości maksymalnej 36 węzłów. Parę dla turbin zapewniały trzy zestawy kotłów Admiralicji. Zapas paliwa płynnego wynosił 473 długie tony (481 t), co zapewniało okrętowi zasięg 5500 mil morskich przy prędkości 15 węzłów. Załoga okrętu składała się z 145 oficerów i marynarzy.
Okręt był wyposażony w 4 działa kal. 120 mm na pojedynczych podstawach (oznaczenia 'A', 'B', 'X' i 'Y' w kierunku od dziobu do rufy). Do zwalczania celów powietrznych jednostkę wyposażono w jedną armatę kal. 76 mm umieszczoną pomiędzy kominami oraz dwie armaty kal. 40 mm. Działo kal. 76 mm zostało usunięte w 1936 roku, a w jej miejsce przeniesiono działa kal. 40 mm. Okręt był uzbrojony w dwie poczwórne wyrzutnie torped kal. 533 mm. Na pokładzie zamontowano także trzy zrzutnie bomb głębinowych, każda z zapasem dwóch bomb. Po rozpoczęciu II wojny światowej zapas zwiększono do 33 bomb i zamontowano wyrzutnie bomb głębinowych.
„Cygnet” został zamówiony 15 lipca 1930 roku jako część 1929 Naval Programme. Stępkę położono 1 grudnia 1930 roku w stoczni Vickers-Armstrongs w Barrow-in-Furness. Zwodowano go 29 września 1931 roku, budowę ukończono 1 kwietnia 1932 roku. Był czternastym okrętem noszącym tę nazwę.